# Bregenzerwälderhaus

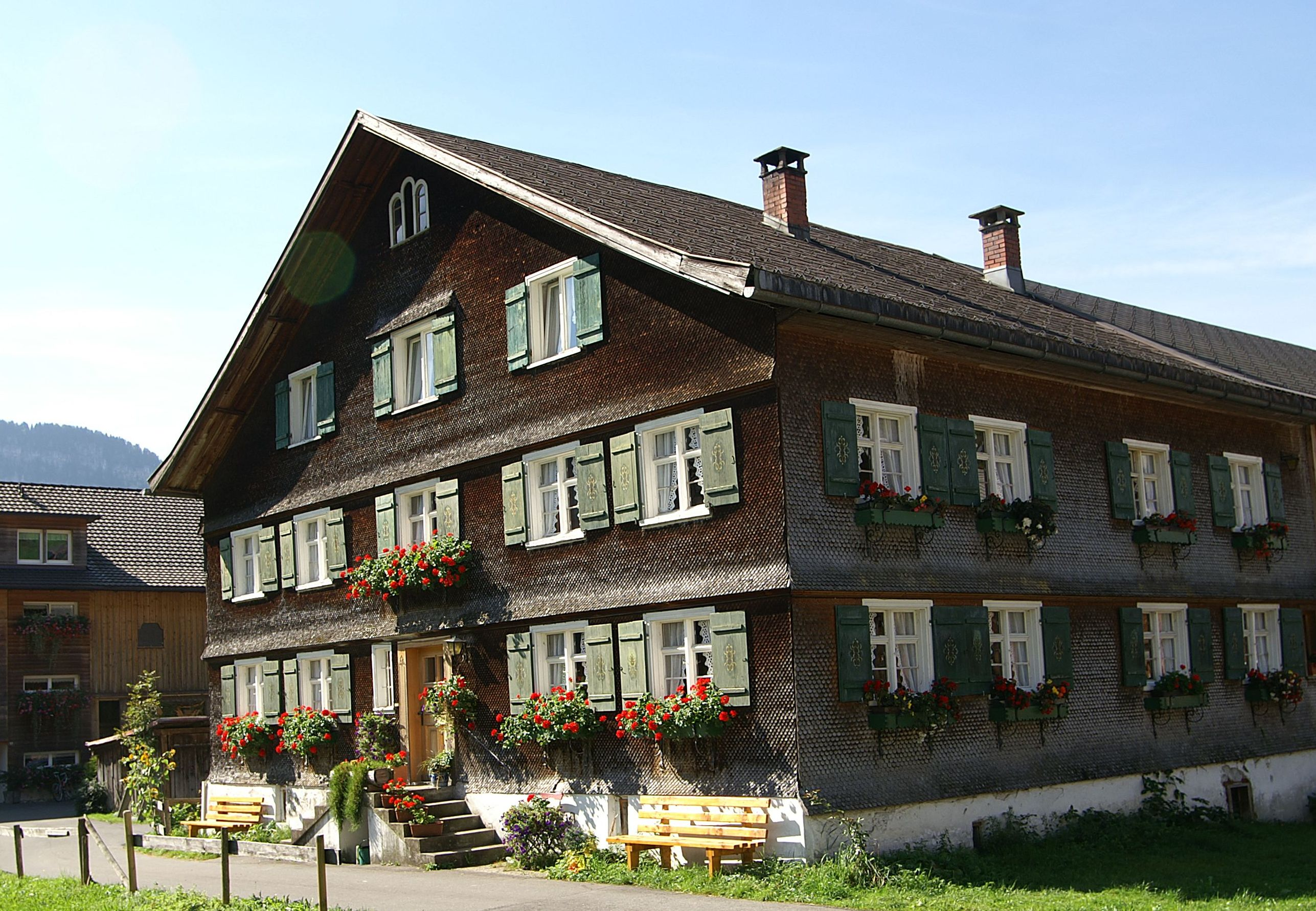
Ein Bregenzerwälderhaus in Bezau

Das Bregenzerwälderhaus ist die traditionelle bäuerliche Hausform des Bregenzerwaldes in Vorarlberg (Österreich), die auch heute noch die Landschaft der Region prägt.
Der Einhof des Vorderbregenzerwaldes, dessen Einfluss vom Allgäuerhaus stammt, wird unterschieden vom Wälderhaus des 19. Jahrhunderts im Hinterbregenzerwald.

## Geschichte der Baukultur im Bregenzerwald
Neben den Barockbaumeistern, der Auer Zunft, hat vor allem das Bauhandwerk im Bregenzerwald eine lange Tradition. 
Mit dem Wandel der Wirtschaftsstruktur des Bregenzerwaldes hat dieser Bautypus seine ursprüngliche Bedeutung als Paradigma für das landwirtschaftliche Bauen in der Region verloren. Die Qualitäten dieses Typus werden dennoch auch in der Gegenwart als Vorbild für die zeitgenössische Bautätigkeit in Vorarlberg verstanden, auf neue Bauaufgabe angewendet und weiterentwickelt. 

## Funktion

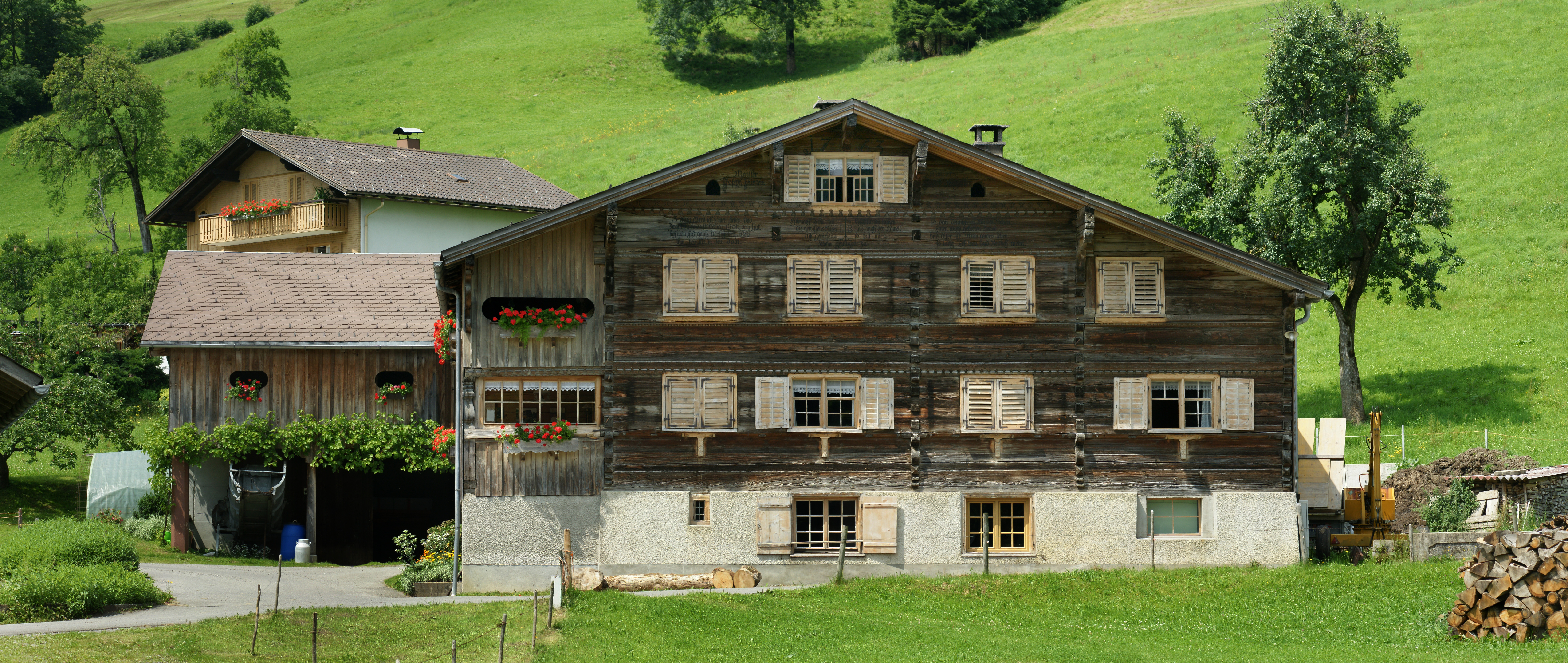
Ein Bregenzerwälderhaus in Schwarzenberg

Das Bregenzerwälderhaus reiht in einem einheitlichen Baukörper die Funktion Wohnen, Viehhaltung, Vorratshaltung und Geräteaufbewahrung in Firstrichtung aneinander und gehört damit zur Gruppe der in Westösterreich verbreiteten Hofform des Einhofs. Der Typus wird zu den sekundären Einhöfen gezählt, da er sich aus Paar- und Gruppenhöfen entwickelt hat, bei denen Wohnhaus, Stadel (Vorratshaltung und Geräteaufbewahrung) und Stall in getrennten Baukörpern untergebracht waren. Anlagen dieses älteren Typus sind vereinzelt im Kleinwalsertal erhalten. Die ursprünglich Trennung der einzelnen Funktionen lässt sich noch im Grundriss älterer Einhöfe nachvollziehen, die zwischen Wohn- und Wirtschaftstrakt eine offengebliebene Durchfahrt, den Hof (Hinterwald) bzw. Untertenn (Vorderwald) aufweisen.

## Unterscheidung der Einhöfe im Vorderbregenzerwald vs. Hinterbregenzerwald
Der Gebäudetypus entwickelte sich im vorderen (Vorderwald) und im hinteren Bregenzerwald (Hinterwald) aufgrund unterschiedlicher wirtschaftlicher Rahmenbedingungen und überregionaler Einflüsse unterschiedlich. 
Die Hof- und Hausformen innerhalb des Bregenzerwaldes werden in Vorder- und Hinterbregenzerwald unterschieden, wobei der Verlauf der Subersach die Grenze zwischen Vorder- und Hinterwald bildet. Zudem ist eine Veränderung des Hinterbregenzerwälder Einhofes im 19. Jahrhundert zu beachten. Bei den Haustypen handelt es sich meist um einen gestreckten Blockbau mit „Flur- und/oder Küchengrundriss“ unter einem flach geneigten Satteldach mit bretterverschaltem Schopf und Wirtschaftstrakt, Sprossenfenstern und Bretterläden, die als Wetterschutz dienen sowie einer Verschindelung der Außenfassade.

### Der Einhof des Vorderbregenzerwaldes
Der Vorderwälder Einhof wird ob seiner Ähnlichkeit und geografischen Nähe zum süddeutschen Raum oft als Allgäuerhaus bezeichnet. Die Baukörper fallen durch ihre Ausmaße und Geschlossenheit auf. Von Grundriss und Typ her gehört das Haus dem in Vorarlberg vorherrschenden Mittelflurtyp an, dies bildet einen markanten Unterschied zum Einhof des Hinterbregenzerwaldes, da die meist stirnseitig gelegene Haustüre in einen Flur führt, von dem aus man sowohl in Küche, Stube und Kammern, als auch durch eine Hintere Tür in den Wirtschaftsraum gelangen kann.

### Der Einhof des Hinterbregenzerwaldes (das „klassische“ Wälderhaus)

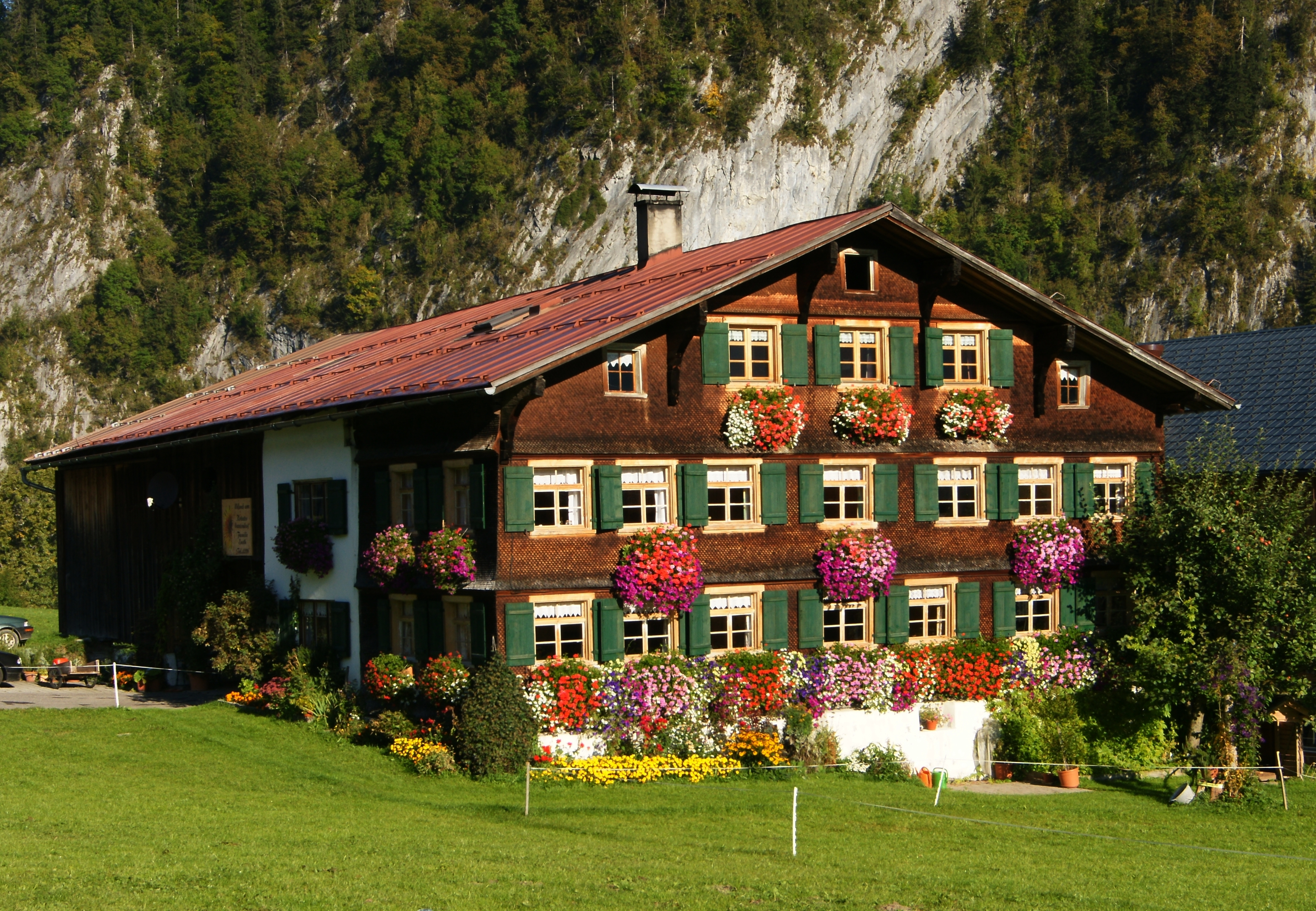
Klassisches Bregenzerwälderhaus in Au

Aus der Zeit des 17. und 18. Jahrhunderts sind meist ältere Höfe als zweigeschoßige in Kopfstrickbauweise errichtete Blockbauten von Egg bis Schoppernau erhalten. Diese weisen ein geneigtes Rafendach mit Scharschindeleindeckung auf. Die Schöpfe, deren Verlauf über die volle Länge des Baukörpers geht, in Riegelbauweise und mit Brettern verschalt, sind Anbauten zu beiden Traufseiten und reichen bis unter das Dach. Sie haben etwa die Breite der halben Stube, was den breitlagernden Charakter der Höfe ausmacht, und dienen unterschiedlichen Zwecken. Vom Schopf aus gelangt man in die Flurküche, die in Stube, Gaden (Schlafzimmer) und Kammern führt. Der Wirtschaftsraum ist meist von außen erreichbar.

#### Konstruktion
Wenn es die topographischen und klimatischen Gegebenheiten zulassen, wird das Bregenzerwälderhaus in Ost-West-Richtung, die Wohnseite der Morgensonne zugewandt, erbaut.

#### Wohntrakt

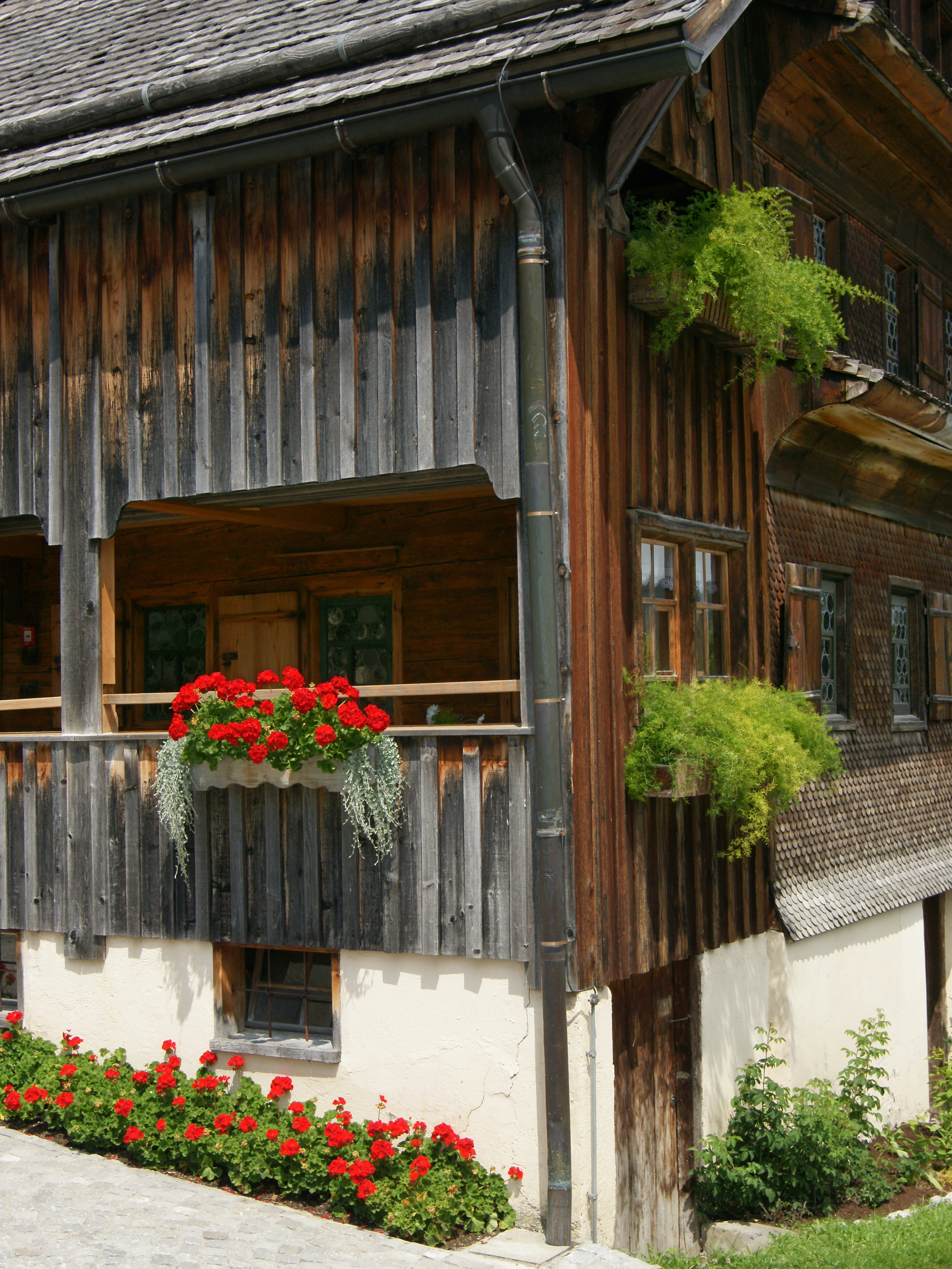
Der Schopf des Angelika-Kauffmann-Museums in Schwarzenberg im Bregenzerwald.

Der Wohntrakt ist regelmäßig über einem Fundamentbau errichtet, der als Keller genutzt wird. Das Bregenzerwälderhaus weist ein Hochparterre, ein Obergeschoß, jüngere Typen auch ein Dachgeschoß auf. Der Wohntrakt im Hochparterre ist als Flurküchenhaus ausgestaltet. Der in Hausmitte gelegene, von Traufe zu Traufe durchlaufende Flur des Hauses dient zugleich als Küche und Erschließungsfläche für Stube und Schlafzimmer (Gaden). Traufseitig schließt sich an das Schlafzimmer meist ein Schopf, eine Kammer oder ein Stüble an. Im vorderen Bregenzerwald entwickelte sich ein großzügigerer Typus mit giebelseitiger Erschließung und Mittelfur heraus.
Eine Besonderheit des Wohntraktes ist der erwähnte Schopf, ein verandaartiger Vorbau mit klappbaren Läden, der sich über die gesamte sonnseitige Traufseite des Wohntraktes erstreckt. Auf der sonnenabgewandten Seite findet sich der Schopf in geschlossener Bauweise wieder und wird so als  Kamme oder als Stübl in den Baukörper integriert. Der Schopf dient in der warmen Jahreszeit als Ess- und Aufenthaltsraum, als geschützter Platz für Zier- und Nutzpflanzen und als Hauswirtschaftsraum. In energetischer Hinsicht leistete der Schopf mit heruntergeklappten Läden im Winter einen wesentlichen Beitrag zur Verbesserung des Wärmehaushalts des Bregenzerwälderhauses.
Im Obergeschoß des Wohntraktes finden sich giebelseitig zwei Kammern, die als Schlafstätten dienen. Die Fortsetzung der beiden Schöpf im Obergeschoß (Oberschopf, Schlupf) werden als Abstellräume genutzt. Über dem Wohn- und Wirtschaftstrakt trennenden Hof liegt im Obergeschoß der sonnenzugewandten Traufseite das Sälestüble, das in seiner ursprünglichen Form dem Ausgedinge der Eltern dient, oft aber auch als Gästezimmer oder als Werkstatt Verwendung findet.

#### Wirtschaftstrakt
Im Wirtschaftstrakt findet sich im Erdgeschoß giebelseitig der Stall, und daran angrenzend die als Verkehrszone genutzten Tenne. Der Hof, eine ursprünglich durchgehende, beidseitig befahrbare Erschließungszone trennt den Wohntrakt vom Wirtschaftstrakt. Bei späteren Formen wird der Hof durch weitere Wirtschaftsräume wie Holzlage oder Pferdestall unterbrochen und stark verkleinert und ist nur noch einseitig zugänglich. Im Obergeschoß des Wirtschaftstraktes befinden sich Bereiche zur Lagerung von Heu (Heudiele) und landwirtschaftlichen Geräten.

#### Dach und Fassade
Die Überdachung des Bregenzerwälderhauses wird immer von einem Satteldach gebildet, das bei älteren Typen flacher (18–22 Grad), später steiler (45 Grad) ausgestaltet ist. Die Giebelfassade des Bregenzerwälderhauses wird geprägt durch zwei bis drei Reihen großer mit Mittelbalken versehener Fenster. Die Fenster sind, untypisch für einen Blockbau, sehr groß und sind einer der bestimmenden Faktoren für die hohe Wohnqualität des Bregenzerwälderhauses.
Die Fassade des Bregenzerwälderhauses ist ursprünglich unverkleidet und lediglich mit einem Schutzanstrich versehen. Seit dem 19. Jahrhundert werden die Häuser mit einem Holzschindelpanzer versehen, der besseren Wetter- und Wärmeschutz gewährleistet.

#### Variationen
Im Vorderwald entwickelte sich wohl als Folge von Flurbereinigungen (Flurvereinödungen) im 18. Jahrhundert ein abgewandelter Typus mit giebelseitigem Mittelfur und großzügigerer Wohnraumgliederung. Bei diesem Typus sind in der Regel beide Schöpfe zur Gänze im Baukörper integriert.

## Beispiele
- Wälderhaus im Kohler Village, Wisconsin, Vereinigte Staaten (Auslandsstiftung)